# Spilogona setinervis
Spilogona setinervis este o specie de muște din genul Spilogona, familia Muscidae. A fost descrisă pentru prima dată de Huckett în anul 1932. Conform Catalogue of Life specia Spilogona setinervis nu are subspecii cunoscute.